# Parafia Podwyższenia Krzyża Świętego w Sadlinkach
Parafia Podwyższenia Krzyża Świętego w Sadlinkach – parafia rzymskokatolicka w diecezji elbląskiej. Erygowana w 1973 roku przez biskupa warmińskiego Józefa Drzazgę.
Do 1992 roku parafia należała do diecezji warmińskiej. 25 marca 1992 roku została włączona do diecezji elbląskiej.
Na obszarze parafii leżą miejscowości: Sadlinki, Olszanica, Białki, Karpiny. Tereny te znajdują się w gminie Sadlinki, w powiecie kwidzyńskim, w województwie pomorskim.
Kościół parafialny został wybudowany w roku 1930.
Od 2014 roku proboszczem parafii jest ks. mgr Bogdan Sokołowski. 